# Fritz-Kissel-Siedlung
Koordinaten: 50° 5′ N, 8° 40′ O
Die Fritz-Kissel-Siedlung ist eine Frankfurter Wohnsiedlung der Nachkriegszeit  im Stadtteil Sachsenhausen. Sie liegt im Südwesten und wird begrenzt von der Mörfelder Landstraße im Norden, der Bahnstrecke Frankfurt am Main–Heidelberg im Westen und dem Ziegelhüttenweg im Süden und Osten. Nördlich grenzt die Heimatsiedlung an. Die Anlage steht unter Denkmalschutz.

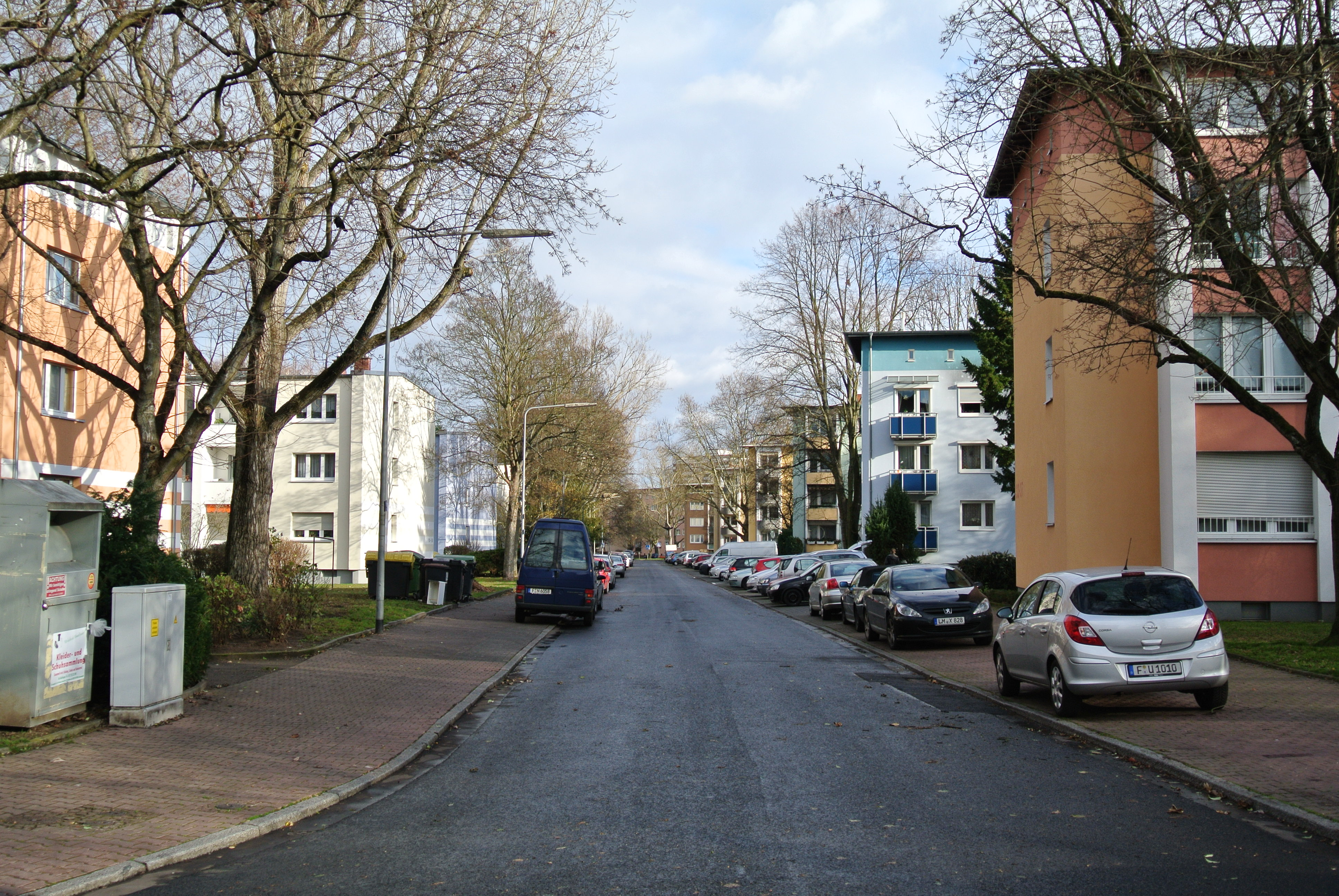
Fritz-Kissel-Siedlung

## Entstehung und Entwicklung
Die Fritz-Kissel-Siedlung wurde in der Zeit zwischen 1950 und 1955 mit Mitteln des Sozialen Wohnungsbaus von der Nassauischen Heimstätte, der Gemeinnützigen Wohnungs- und Siedlungsgesellschaft und der Gemeinnützigen Wohnungsbau Aktiengesellschaft Rhein-Main errichtet. Es entstanden 2330 Wohnungen, in denen etwa 3700 Bewohner leben (Stand: 2008).
Die städtebauliche Konzeption geht auf einen Plan von Ernst May und Herbert Boehm aus den 1920er Jahren zurück. Nach diesem Plan wurde seinerzeit die Heimatsiedlung errichtet. Die vorgesehenen, bis zu 600 Meter langen Gebäudezeilen wurden in der Nachkriegsplanung gekürzt und durch Staffelungen dem städtebaulichen Leitbild einer aufgelockerten Stadt angepasst. Die drei- bis viergeschossigen Zeilen sind leicht versetzt angeordnet. Sechsgeschossige Wohngebäude betonen die zentrale Kreuzung. Entlang der Bahnstrecke im Westen bilden drei höhere Häuser mit acht Geschossen einen städtebaulichen Akzent. Großzügige Grünflächen gliedern die Bebauung und führen die Landschaft in das Wohngebiet.

## Name
Namensgeber der Siedlung war der damalige Präsident der Landesversicherungsanstalt Fritz Kissel, der sich als Aufsichtsratsmitglied der Nassauischen Heimstätte für den Bau starkgemacht hatte.

## Erschließung
An das überörtliche Straßennetz ist die Fritz-Kissel-Siedlung über die Mörfelder Landstraße und die Stresemannallee angebunden. Hiervon führen die Erschließungsstraßen Beuthener, Breslauer, Liegnitzer, Teplitz-Schönauer, Karlsbader und Aussiger Straße sowie der Bodenbacher Weg in das Wohnquartier. Die Straßennamen erinnern an Städte im ehemals überwiegend deutschsprachigen Sudetenland bzw. Schlesien. Südlich begrenzt die Gablonzer Straße und südöstlich der Ziegelhüttenweg die Siedlung. Stellplätze sind auf den Straßen und in Garagenhöfen vorhanden. Anschluss an den öffentlichen Personennahverkehr besteht über die Straßenbahnlinie 18 in der Mörfelder Landstraße mit den Haltestellen Beuthener und Breslauer Straße. Die Haltestellen Stresemannallee/Mörfelder Landstraße sowie Louisa Bahnhof werden von den Straßenbahnlinien 17 und 18 bedient.
| Linie | Verlauf | Takt                                                                   |
| ----- | --- | ---------------------------------------------------------------------- |
| 17    | Rebstockbad – City West – Festhalle/Messe – Hauptbahnhof – Stresemannallee Bahnhof – Fritz-Kissel-Siedlung – Louisa Bahnhof – Neu-Isenburg Stadtgrenze    | 10 min (werktags) 7/8 min (HVZ) 15 min (sonn-/feiertags)               |
| 18    | Preungesheim Gravensteiner-Platz – Friedberger Warte – Nordend Ost – Konstablerwache – Lokalbahnhof – Südbahnhof – Fritz-Kissel-Siedlung – Louisa Bahnhof | 10 min (werktags) 7/8 min (HVZ an Schultagen) 15 min (sonn-/feiertags) |

Weitere Verbindungen mit dem Nahverkehr bestehen über die nahegelegenen S-Bahn-Stationen Frankfurt-Louisa und Frankfurt-Stresemannallee mit der Linie S6, den Buslinien 61 und 78 sowie der Quartiersbuslinie 35 vom Lerchesberg zur Endhaltestelle Stresemannallee/Mörfelder Landstraße.

## Infrastruktur
Die vorwiegend als reines Wohngebiet konzipierte Siedlung verfügt nur an den Rändern über Infrastruktur. Am zentralen Platz, der Kreuzung von Mörfelder Landstraße und Stresemannallee, befinden sich Geschäfte. Soziale Einrichtungen wie die (inzwischen denkmalgeschützte) Apostelkirche sind am Ende des zentralen Grünzugs angeordnet.